# Cloven Hooves
Cloven Hooves é um romance de fantasia de 1991 de Megan Lindholm, publicado nos EUA pela Bantam Spectra. Edições no Reino Unido e na França também foram lançadas. O livro saiu de catálogo nos EUA, onde ficou indisponível por quase trinta anos antes de uma edição da Voyager Classics ser lançada em 2019.

## Resumo
Evelyn é uma jovem que vive no Alasca e está mais interessada na natureza ao redor de sua casa do que em seus amigos e nos assuntos que tradicionalmente fascinam as meninas de sua idade. Desde a infância, ela se acostumou a se juntar a Pan, um jovem fauno, no meio da floresta e se divertir com ele. Mas a chegada da menstruação e a entrada na vida adulta afastam o fauno, que não reaparece mais.
Anos se passaram. Evelyn é casada com Tom, com quem tem um filho, Teddy. Após um problema na família de Tom, os três vão até a casa deles para dar assistência por alguns meses. Apesar de uma recepção que pretendia ser calorosa, Evelyn não está muito bem integrada à família e quanto mais o tempo passa, mais ela se sente rejeitada. É nesse ponto que Pan, agora adulto, reaparece. A tentação é grande para Evelyn rejeitar sua vida atual, que não lhe traz alegria ou prazer, além da presença de seu filho, para mergulhar em uma vida feita de instintos e prazeres primários.

## Recepção
O crítico Don D'Ammassa considerou-o a melhor obra escrita sob a assinatura da autora Lindholm. Em 1992, o autor Orson Scott Card, escrevendo na The Magazine of Fantasy & Science Fiction, descreveu a história como apaixonadamente escrita e tendo uma qualidade de "ressonância mítica", enquanto achava sua estrutura estranha. Ele concluiu: "você deve experimentá-la, mesmo que seja apenas para sentir novamente o pulso duro e impulsionador da narrativa crua que é tão comumente drenada de contos mais tradicionais, e previsíveis". Em uma análise da edição francesa, o Le Monde descreveu-a como "um romance singular e comovente que é uma ode magnífica à Mãe Natureza", e como uma "obra importante" da autora. Uma obra de referência de 1996 foi menos positiva e considerou o livro "às vezes bastante tedioso".
Vários críticos consideraram que Cloven Hooves era semi-autobiográfico, vendo semelhanças entre a infância de Evelyn no deserto do Alasca e a própria vida do autor. Lindholm disse que lhe perguntavam com frequência sobre isso e respondeu: "Não mais do que qualquer um dos meus livros".